# Мемба
Мемба — народ на северо-востоке Индии, проживает главным образом в округах Западный Сианг и Верхний Сианг штата Аруначал-Прадеш. Население сконцентрировано вдоль реки Сианг, вблизи границы с Тибетом. Численность этноса составляет около 3500 человек.
Мемба исповедует тибетский буддизм. Жилище представляет собой приподнятую над землёй постройку из древесины и камня, сходную с домами соседних тибетских народов. Из праздников стоит отметить Лосар (тибетский Новый год) и Чоскар. Основу экономики народа мемба составляет террасное земледелие.